# NTT印刷
NTT印刷株式会社（エヌティティいんさつ、英: NTT Printing Corporation）は、NTTグループの印刷会社である。

## 概要
請求書・通知書等の発行や印刷、封筒の作成・封入封緘・発送を行っている。また、企業向けに帳票類電子化サービスの提供を行っている。日本全国に5箇所の工場を有している。
2014年10月、NTTクオリスを存続会社、NTTコムウェア・ビリングソリューションを消滅会社とした吸収合併を行い、NTT印刷株式会社に商号変更した。NTTコムウェア・ビリングソリューションでは、日本全国に6箇所のセンターを有していた。

## 沿革
出典:
- 1969年（昭和44年） - 日本電話番号簿株式会社を設立。
- 1990年（平成2年） - NTTプリンティングテクノロジー株式会社に商号変更。
- 1993年（平成5年） - NTTプリンテック株式会社に商号変更。
- 2000年（平成12年） - NTTコムウェア・ビリングソリューションを設立。
- 2001年（平成13年） - NTT東北テレプリント株式会社を合併し、株式会社NTTクオリスに商号変更。
- 2014年（平成26年） - NTTコムウェア・ビリングソリューションを合併し、NTT印刷株式会社に商号変更。